# Pegomya flaviventris
Pegomya flaviventris är en tvåvingeart som beskrevs av Griffiths 1983. Pegomya flaviventris ingår i släktet Pegomya och familjen blomsterflugor.
Artens utbredningsområde är Kalifornien. Inga underarter finns listade i Catalogue of Life.